# Carlos Torres (giocatore di baseball)
Carlos Ephriam Torres (Santa Cruz, 22 ottobre 1982) è un giocatore di baseball statunitense di ruolo lanciatore, dal 3 novembre 2017 free agent.

## Minor League
Torres fu selezionato al 15º giro del draft amatoriale del 2004 come 449a scelta assoluta dai Chicago White Sox. Nello stesso anno iniziò coi Bristol White Sox rookie, chiudendo con 2 vittorie e 2 sconfitte, una salvezza, 4.74 di media PGL (ERA) e .281 alla battuta contro di lui in 19 partite (38.0 inning). Nel 2005 giocò con due squadre finendo con 2 vittorie e 4 sconfitte, 3,29 di ERA e .189 alla battuta contro di lui in 13 partite tutte da partente (68.1 inning).
Nel 2006 coi Winston-Salem Dash A+ chiuse con 3 vittorie e 8 sconfitte, 4.69 di ERA, una salvezza su una opportunità e .304 in base in 25 partite di cui 20 da partente (94.0 inning). Nel 2007 giocò con due squadre finendo con 2 vittorie e 4 sconfitte, 4 salvezze su 8 opportunità, 3.70 di ERA e .261 alla battuta contro di lui in 55 partite.
Nel 2008 giocò con due squadre finendo con 9 vittorie e 5 sconfitte, nessuna salvezza su una opportunità, 3.42 di ERA e .244 alla battuta contro di lui in 29 partite di cui 18 da partente (121.0 inning). Nel 2009 con i Charlotte Knights AAA chiuse con 10 vittorie e 4 sconfitte, 2.39 di ERA, una salvezza su una opportunità e .207 alla battuta contro di lui in 23 partite di cui 20 da partente con 2 incontri giocati interamente di cui uno senza subire punti (128.0 inning).
Nel 2010 con i Knights finì con 9 vittorie e altrettante sconfitte, 3.42 di ERA e .217 alla battuta contro di lui in 27 partite di cui 25 da partente (160.1 inning). Nel 2012 con i Colorado Springs Sky Sox AAA, chiudendo con 5 vittorie e 4 sconfitte, 3.98 di ERA e .265 alla battuta contro di lui in 14 partite di cui 13 da partente (61.0 inning).
Nel 2013 con i Las Vegas 51s AAA finendo con 6 vittorie e 3 sconfitte, 3.89 di ERA e .253 alla battuta contro di lui in 12 partite tutte da partente con 2 incontri giocati interamente di cui uno senza subire punti (71.2 inning).

## Major League

### Chicago White Sox (2009-2010)
Debutto nella MLB il 22 luglio 2009 contro i Tampa Bay Rays. Concluse la stagione con una vittoria e 2 sconfitte, 6.04 di ERA e .286 alla battuta contro di lui in 8 partite di cui 5 da partente (28.1 inning). Nel 2010 chiuse con nessuna vittoria e una sconfitta, 8.56 di ERA e .377 alla battuta contro di lui in 5 partite di cui una da partente (13.2 inning). Il 26 ottobre venne svincolato.

### Colorado Rockies (2012)
Il 20 dicembre 2011 firmò con i Colorado Rockies. Nel 2012 chiuse con 5 vittorie e 3 sconfitte, 5.26 di ERA e .257 alla battuta contro di lui in 31 partite (53.0 inning). Il 3 novembre divenne free agent.

### New York Mets (2013-2015)
Il 15 novembre 2012 firmò per un anno con i New York Mets. Il 16 giugno 2013 venne promosso in prima squadra e giocò la sua prima partita con i Mets contro i Chicago Cubs chiudendo con 0.00 di ERA in due inning. Il 22 dello stesso mese al 9° inning contro i Philadelphia Phillies sul risultato di 7-7 subì il fuoricampo decisivo per la sconfitta. Chiuse la stagione con 4 vittorie e 6 sconfitte, 3.44 di ERA e .242 alla battuta contro di lui in 33 partite di cui 9 da partente (86.1 inning). 

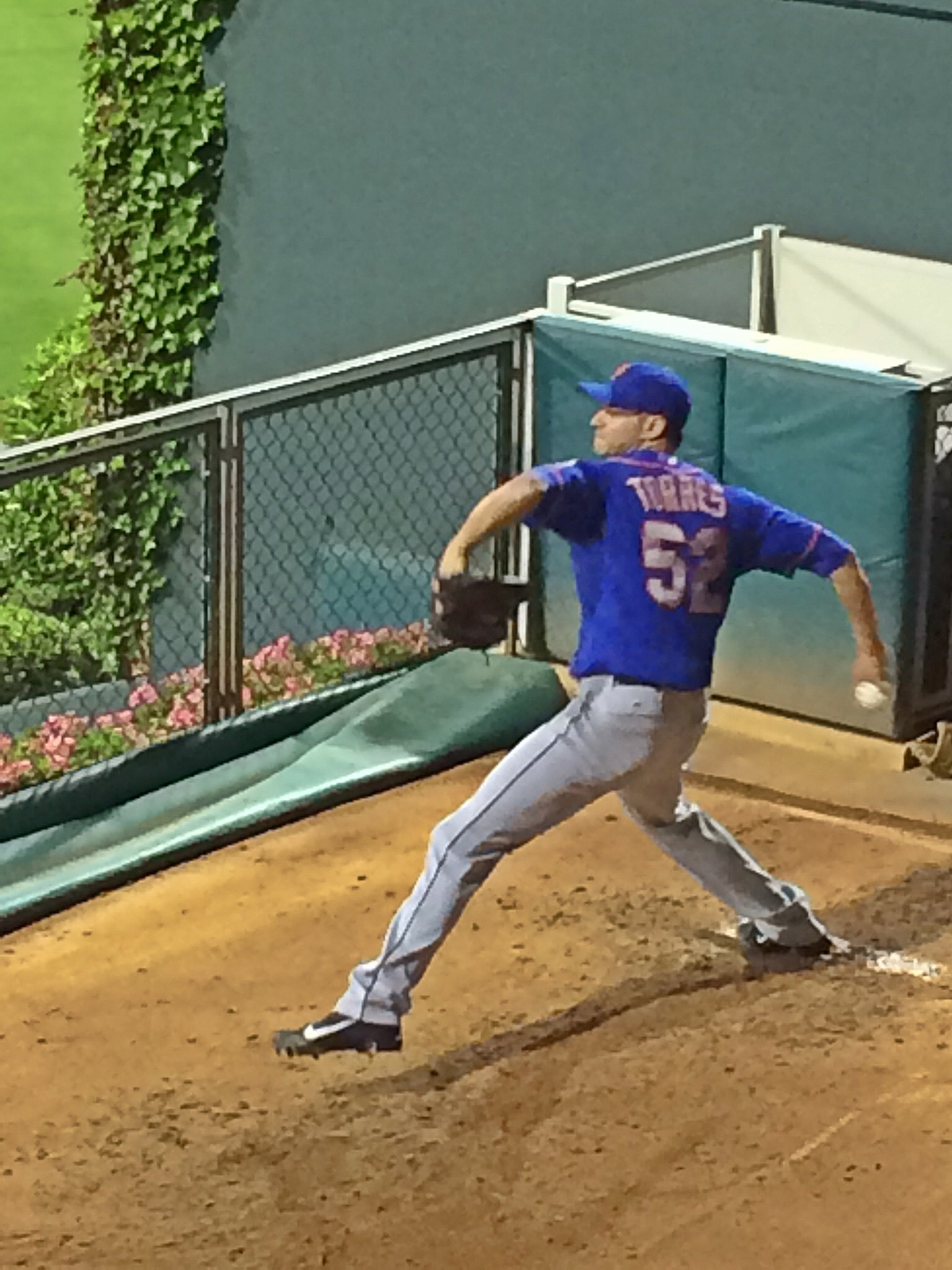
Carlos Torres

Il 5 aprile 2014 nella partita contro i Cincinnati Reds ottenne la sua prima vittoria stagionale, giocando 1.0 inning con 2 strikeout, una valida concessa e 4.50 di ERA. Il 10 contro gli Atlanta Braves ottenne la seconda vittoria, giocando 2.0 inning con 3 strikeout, una valida concessa e 2.25 di ERA. Il 14 contro gli Arizona Diamondbacks ottenne la sua prima salvezza stagionale sulla sua prima opportunità, giocando 2.2 inning con 2 strikeout, 3 valide, un punto concesso e 2.08 di ERA.

## Stili di lancio
Torres attualmente effettua 5 tipi di lanci:
- Prevalentemente una Cutter (90 miglia orarie di media) e una Fourseam fastball (92 mph di media)
- Alternando con una Curve (83 mph di media)
- Raramente una Change (85 mph di media) e una Sinker (91 mph di media).

## Premi
- MLB.Com Triple-A lanciatore dell'anno (2010)
- (2) Mid-Season All-Star della International League (2009 e 2010)
- Post-Season All-Star della International League 2009)
- Mid-Season All-Star della Southern League (2008)
- Post-Season All-Star della Gulf Coast League (2004)
- (3) Giocatore della settimana della International League (12 aprile, 7 giugno e 28 agosto 2010)
- (2) Giocatore della settimana della Southern League (4 aprile 2007 e 23 giugno 2008)
- Giocatore della settimana della Pioneer League (10 luglio 2005).

## Numeri di maglia indossati
- n° 60 con i Chicago White Sox (2009)
- n° 52 con i Chicago White Sox (2010)
- n° 59 con i Colorado Rockies (2012)
- n° 52 con i New York Mets (2013-).